# 8 mei-coalitie

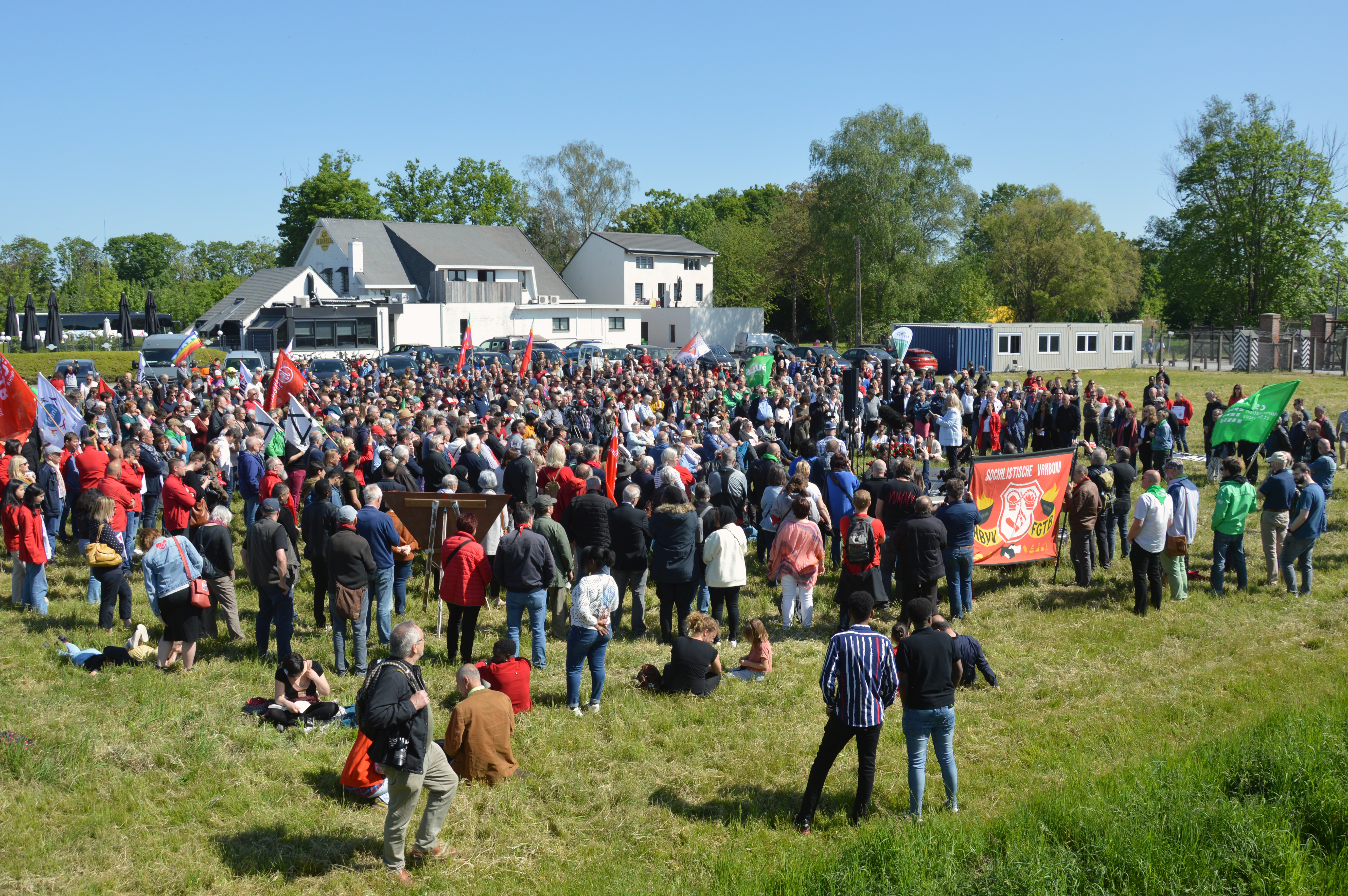
8 mei-herdenking aan het Fort van Breendonk, 2022

De 8 mei-coalitie is een Belgisch samenwerkingsverband van middenveldorganisaties en personen uit de culturele en academische sector die van 8 mei opnieuw een officiële feestdag wil maken om de "overwinning op het fascisme", de overgave van Nazi-Duitsland aan het einde van de Tweede Wereldoorlog, te herdenken. 

## Geschiedenis
Begin 2022 werd de coalitie gevormd op initiatief van Ellen De Soete, die eerder getuigde voor het tv-programma Kinderen van het verzet (2019). De oproep werd gesteund door vertegenwoordigers van onder andere ACV, ABVV, 11.11.11, de Nationale Vrouwenraad en de Liga voor Mensenrechten.
Op 8 mei 2022 voerde de coalitie voor het eerst actie aan het Fort van Breendonk waar enkele honderden mensen verzamelden voor speeches en liederen.
Op 27 augustus 2022 legden De Soete en Simon Gronowski namens de coalitie bloemen neer aan een gedenksteen voor burgers in het Verzet tijdens de Tweede Wereldoorlog in Ieper, uit verzet tegen het geplande maar onder publieke druk afgevoerde extreemrechtse muziekfestival Frontnacht.
In oktober betoogde de coalitie aan de Italiaanse ambassade in Brussel tegen de verkiezingsoverwinning van extreemrechts.
In 2023 ontstond onder impuls van schrijver Tom Lanoye uit de 8 mei-coalitie het culturele platform 'Vrij op 8 mei'.
Op zondag 7 mei verzamelde de coalitie opnieuw aan het Fort van Breendonk, waarna op 8 mei verschillende lokale acties volgden.